# 長部文治郎
長部 文治郎（おさべ ぶんじろう、1926年10月29日 - 2020年3月8日）は、日本の経営者。酒造メーカー大関社長を務めた。旧名・恒雄。「文治郎」は同社の創業家・長部家の7代目以降の当主が継承する通称で、恒雄は11代（大関_(酒造メーカー)#創業家）。

## 来歴・人物
兵庫県出身。1951年に神戸大学経済学部を卒業し、同年に長部文治郎商店(のちの大関)に入社し、取締役に就任。1953年に常務、1961年6月に専務を経て、1966年4月には社長に就任。2002年4月に会長に就任。
2020年3月8日に膵臓癌のために死去。93歳没。